# Llanishti
Llanishti (albanska: Llanishti, serbiska: Lanište) är en by i Kosovo. Den ligger i kommunen Kaçanik. Enligt den senaste folkräkningen år 2011 fanns det 172 invånare.

## Demografi
| Demografi | 2011 |
| --------- | ---- |
| albaner   | 172  |